# John Seymour, 19.º Duque de Somerset
John Michael Edward Seymour (Bath, 30 de dezembro de 1952) é um par britânico, o 19.º e atual detentor do título de Duque de Somerset. Ele é o filho mais velho de Percy Seymour, 18.º Duque de Somerset, e sua esposa Gwendoline Jane Thomas.
Seymour estudou em Hawtreys e no Eton College, herdando o ducado em 1984 com a morte de seu pai. Foi membro da Câmara dos Lordes até 1999, quando perdeu seu lugar com o Ato da Câmara dos Lordes, porém ele acabou voltando para a câmara por eleição em dezembro de 2014.
Seymour é casado desde 1978 com Judith Rose Hull, com quem tem quatro filhos: Sebastian Seymour, Lorde Seymour; Sophia Rose Seymour, Henrietta Charlotte Seymour e Charles Thomas George Seymour.
Ele também era descendente de William Marshall, 1.º Conde de Pembroke.